# Qikiqtarjuaq Airport
Qikiqtarjuaq Airport, tidigare Broughton Island Airport, är en flygplats i Kanada. Den ligger i den östra delen av landet, 2 600 km norr om huvudstaden Ottawa. Broughton Island Airport ligger 6 meter över havet. Den ligger på ön Broughton Island och betjänar samhället Qikiqtarjuaq, 1,1 km norr om flygplatsen.